# Cloud Nine (Shanghái)
Cloud Nine es un rascacielos de 58 plantas y 238 metros (781 pies) de altura completado en 2006 situado en Shanghái, China. También es conocido como Shanghai Summit Shopping City. Alberga numerosos comercios internacionales como Uniqlo o H&M, así como un Renaissance Hotel.
Su nombre chino es completamente diferente, puesto que es 龙之梦购物中心 (Centro Comercial Sueño del Dragón).